# Grœnlendinga saga
Grœnlendinga saga o la Saga dei Groenlandesi è una saga nordica islandese. Insieme alla Eiríks saga rauða o Saga di Erik il Rosso è una delle due principali fonti letterarie che narrano la Colonizzazione vichinga dell'America. Narra la colonizzazione della Groenlandia che fu scoperta da Erik il Rosso e dai suoi seguaci. Descrive poi alcune spedizioni verso occidente condotte dai figli di Erik e da Thorfinn Karlsefni.
La saga è conservata nel manoscritto Flateyjarbók del tardo XIV secolo e si pensa che la sua stesura sia stata per la prima volta commissionata nel XIII secolo mentre gli eventi riportati risalirebbero ad un periodo tra il 970 e il 1030. 
Nonostante alcune parti della saga narrino avvenimenti stravaganti si ritiene comunque che la saga contenga un minimo di verità storica.

## Trama

### Colonizzazione della Groenlandia

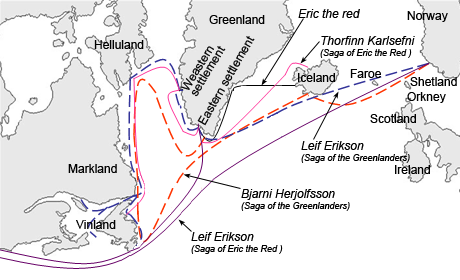
Le differenti rotte per la Groenlandia, la Vinlandia, l'Hellulandia e la Marklandia percorse da vari personaggi nelle Saghe degli Islandesi, in particolare nelle Saga di Erik il Rosso e Saga dei Groenlandesi.

Erik il Rosso (in vichingo: Eiríkr rauði) emigra dalla Norvegia in Islanda con Thorvald Asvaldsson, suo padre, a causa di alcuni omicidi. 
In Islanda, Erik trova moglie, Thjodhild (norreno: Þjóðhildr). 
Qui si trova ancora coinvolto in una rissa e viene proclamato fuorilegge da un'assemblea locale. 
Riesce a scappare a Occidente e cerca una terra scoperta da un uomo chiamato Gunnbjorn (norreno: Gunnbjörn) che era andato alla deriva.
Erik salpa dalla vicina Snæfellsjökull e raggiunge la costa di una terra ghiacciata. Viaggia verso sud lungo la costa alla ricerca di una zona abitabile. Dopo due anni di esplorazione di questa terra, ritorna in Islanda e racconta delle sue scoperte. Chiama la terra che ha esplorato Groenlandia (norreno: Grœnland), che significa Terra verde, in modo da invogliare la gente a insediarsi lì.
Dopo aver trascorso l'inverno in Islanda, Erik salpa di nuovo con l'intenzione di colonizzare la Groenlandia. Parte con 30 navi ma solo 14 raggiungono la Groenlandia. Erik fonda una colonia a Brattahlid (norreno: Brattahlíð) nel sud ovest della Groenlandia. Diventa un leader rispettato.
Con Thjodhild ha tre figli Leif (norreno: Leifr), Thorvald (norreno: Þorvaldr), Thorstein (norreno: Þorsteinn) e una figlia Freydis (norreno: Freydís).

### Il viaggio di Bjarni
Un uomo chiamato Bjarni Herjolfsson (norreno: Bjarni Herjólfsson) ha l'abitudine di trascorrere l'inverno un anno in Norvegia e un anno in Islanda con suo padre. Quando arriva un'estate in Islanda scopre che suo padre è emigrato in Groenlandia. Decide di raggiungerlo lì anche se sa che questo è un viaggio pericoloso per lui e il suo equipaggio che non sono mai stati nel mare groenlandese.
Tre giorni dopo la partenza, Bjarni deve affrontare il cattivo tempo, i venti del nord e la nebbia e perde l'orientamento. Dopo alcuni giorni di tempo cattivo il sole torna a splendere e Bjarni raggiunge una terra piena di foreste. Capendo che non è la Groenlandia decide di non scendere a terra e salpa di nuovo. Bjarni scopre altre due terre ma nessuna di esse somiglia alla Groenlandia così Bjarni non scende a terra nonostante la curiosità dei suoi marinai. Alla fine la nave raggiunge la Groenlandia e Bjarni si insedia lì.
La descrizione di un viaggio di Bjarni v'è solo nella Saga dei Groenlandesi. Egli non è per nulla menzionato nella Saga di Erik il Rosso lasciando così a Leif il merito delle scoperte.

### La spedizione di Leif
Leif Erikson si interessa delle scoperte di Bjarni e compra una nave da lui. Decide di salpare con un equipaggio di 35 persone e chiede a Erik di condurre una spedizione a occidente. Erik è riluttante e dice che è troppo vecchio ma alla fine accetta. Mentre cavalca verso la nave, il suo cavallo inciampa e Erik cade a terra e si fa male al piede. Considerando questo un segno di cattivo auspicio, dice:
"È prestabilito che io non debba scoprire altre terre rispetto a quella ove ora viviamo"
Leif e il suo equipaggio partono così verso ovest senza Erik.
Salpando da Brattahlid, Leif e la sua ciurma scoprono le stesse terre che aveva già scoperto Bjarni anni prima ma nell'ordine inverso.
Prima giungono in una terra ghiacciata. Sbarcano e la trovano di scarso interesse. Leif chiama la terra Helluland - Hellulandia (Terra delle Pietre Piatte).
Salpano di nuovo e giungono in una terra ricca di foreste e con bianchi lidi. Leif la chiama Markland - Marklandia (Terra dei Boschi) e salpa di nuovo.
Ora Leif naviga per due giorni con un vento proveniente da nord-est e giunge in una nuova terra dall'aspetto invitante. Decidono di stare lì per l'inverno.
(Traduzione di Reeves)
Quando Leif e il suo equipaggio esplorano la terra, trovano dell'uva (norreno: vínber) e Leif chiama la terra Vinland - Vinlandia (norreno: Vínland; Terra del vino - da notare però che in norreno il termine vin significava anche "pascolo/piana", come nei toponimi Granvin e Bjørgvin. Vedi Vinland#Il problema della localizzazione per ulteriori informazioni).
In primavera Leif e il suo equipaggio lasciano la Vinlandia e tornano in Groenlandia con una nave carica di legno e grappoli d'uva. Durante il viaggio salvano un gruppo di vichinghi naufraghi. In seguito a questo salvataggio Leif venne soprannominato Leif il Fortunato (norreno: Leifr heppni).

### La spedizione di Thorvald
Si parla molto del viaggio di Leif a Brattahlid e Thorvald, il fratello di Leif, ritiene che il Vinland non sia stato esplorato abbastanza. Leif gli offre la sua nave per un nuovo viaggio in quella terra e lui accetta. Dopo essere salpato con un equipaggio di 30 persone, Thorvald arriva nel Vinland dove Leif era giunto in precedenza. Lì restano per l'inverno e si nutrono di pesci.
In primavera Thorvald (coi suoi uomini) va in esplorazione e veleggia verso Ovest. Non si trova però alcun segno di attività umane tranne che per un magazzino di mais. Si fa ritorno al campo per l'inverno.
L'estate successiva Thorvald esplora le zone a Est e a Nord del loro accampamento. A un certo punto gli esploratori sbarcano in una bella zona boschiva.
Thorvald quindi proclama: "Questo è un posto stupendo e ne farò la mia dimora."
Quindi tornano alla nave e da lì vedono sulle sabbie entro il promontorio tre protuberanze. 
S'avvicinano e distinguono tre imbarcazioni in pelle (canoe) e tre uomini sotto ognuna di esse. Allora si dividono e li catturano tutti eccetto uno, che riesce a fuggire sulla sua imbarcazione. 
Uccidono gli altri otto e poi tornano verso il promontorio, si guardano attorno e vedono delle alture all'interno dell'estuario e suppongono che queste siano le loro dimore.
I nativi, chiamati Skræling (norreno: Skrælingar) dai vichinghi, tornano con dei rinforzi e attaccano Thorvald e i suoi uomini. Gli Skraelings li bersagliano con dei proiettili per un po' e poi si ritirano.
Thorvald viene ferito mortalmente e muore. Viene sepolto a Vinland e il suo equipaggio ritorna in Groenlandia.

### Thorstein
Thorstein Eriksson decise di recarsi nel Vinland per il corpo di suo fratello. Viene preparata di nuovo la stessa nave e Thorstein naviga con venticinque uomini d'equipaggio e sua moglie Gudrid (norreno: Guðríðr).
La spedizione non raggiungerà mai il Vinland e dopo aver vagato per l'intera estate la nave farà ritorno sulla costa della Groenlandia. 
Durante l'inverno Thorstein s'ammala e muore ma dalle sue spoglie annuncia la fortuna di sua moglie Gudrid, predicendole una vita lunga e felice.

### La spedizione di Thorfinn
Dalla Norvegia arriva in Groenlandia una nave comandata da Thorfinn Karlsefni (norreno: Þorfinnr karlsefni), un uomo agiato.
Egli s'innamora di Gudrid (la vedova di Thorstein) e si sposano.
Karlsefni è spronato da sua moglie ed alcuni altri a guidare una spedizione nel Vinland. Accetta e raduna un equipaggio di sessanta uomini e cinque donne.
La spedizione riesce a raggiungere il vecchio campo di Leif e Thorvald e lì sverna in buone condizioni.
L'estate successiva v'è la visita d'un gruppo di Skraelings recanti delle pelli da scambiare. Gli Skraelings vorrebbero in cambio armi ma Karlsefni vieta ai suoi uomini di barattarle. Per contro offre loro dei latticini (prodotti caseari, probabilmente skyr, un tipo di yogurt, burro e formaggio) e lo scambio va a buon fine.
Poco prima dell'inizio del secondo inverno gli Skraelings tornano ancora per commerciare ma questa volta un uomo di Karlsefni ne uccide uno che allungava le mani sulle armi norvegesi. Gli Skraelings scappano.
Karlsefni teme che i nativi ritorneranno, ostili e più numerosi ed ìdea un piano per l'imminente battaglia. 
Gli Skraelings infatti tornano ma i norvegesi riescono a respingerli.
Karlsefni rimane lì per il resto dell'inverno e fa ritorno in Groenlandia la primavera successiva.
Mentre si trovano nel Vinland nasce il figlio di Karlsefni e Gudrid: Snorri.

### La spedizione di Freydis
Freydis, figlia di Erik, brama ora il prestigio e la ricchezza che le verrebbero da un viaggio nel Vinland. Entra in trattativa con due uomini islandesi, Helgi e Finnbogi, proponendogli di recarsi assieme nel Vinland e di dividersi i profitti a metà. Concordano quindi di portare con loro lo stesso numero di uomini ognuno ma Freydis ne porta di più clandestinamente.
Una volta nel Vinland, Freydis tradisce i suoi soci uccidendo loro e i loro uomini nel sonno. Deve anche assassinare personalmente le cinque donne del loro gruppo dal momento che altrimenti nessun altro lo farebbe.
Freydis vuole nascondere il suo tradimento e minaccia di morte chiunque parlerà delle sue uccisioni. Dopo un anno torna in Groenlandia e racconta che Helgi e Finnbogi hanno deciso di rimanere nel Vinland.
Ma non tutti tengono la bocca chiusa e probabilmente la notizia delle uccisioni raggiunge l'orecchio di Leif, il quale tortura tre uomini della spedizione di Freydis finché non confessano tutto. Egli sta male al pensiero delle cose che ancora non vuole fare a Freydis, la sorella, che pur se le è meritate.
Karlsefni trasse un buon profitto dai suoi viaggi in Occidente. Si stabilì poi in Islanda con moglie e figlio e fra i suoi discendenti si annoverano alcuni dei primi vescovi islandesi. 
La saga termina con quanto sembra essere un tentativo di dimostrare la sua credibilità:
Karlsefni ha accuratamente riportato per tutti gli uomini gli avvenimenti di tutti questi viaggi, dei quali qualcosa è stato qui raccontato/cantato.